# Soulières
Soulières est une commune française, située dans le département de la Marne en région Grand Est.

## Géographie
La commune de Soulières est traversée par la route touristique du Champagne. Elle est alimentée par des sources d'eau naturelles situées sur un plateau boisé.
|                 | Vertus Vers Chaltrait et Villers-aux-Bois |        |
| Givry-lès-Loisy | Soulières                                 | Vertus |
|                 | Étréchy                                   |        |

### Hydrographie
La commune est dans la région hydrographique « la Seine de sa source au confluent de l'Oise (exclu) » au sein du bassin Seine-Normandie. Elle n'est drainée par aucun cours d'eau,.

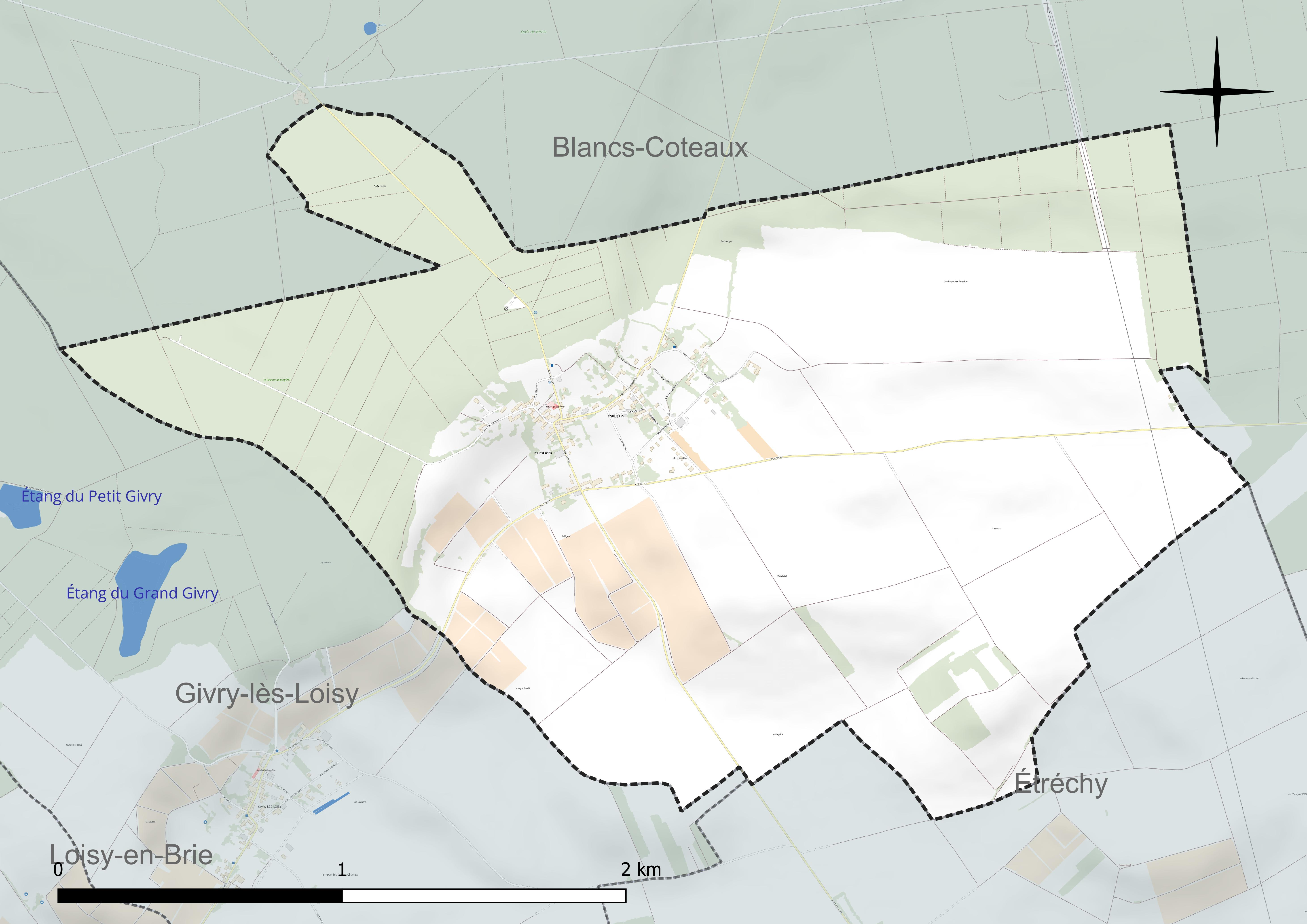
Réseau hydrographique de Soulières.

### Climat
Pour des articles plus généraux, voir Climat du Grand Est et Climat de la Marne.
En 2010, le climat de la commune est de type climat océanique dégradé des plaines du Centre et du Nord, selon une étude du Centre national de la recherche scientifique s'appuyant sur une série de données couvrant la période 1971-2000. En 2020, Météo-France publie une typologie des climats de la France métropolitaine dans laquelle la commune est exposée à un climat océanique altéré et est dans la région climatique  Nord-est du bassin Parisien, caractérisée par un ensoleillement médiocre, une pluviométrie moyenne régulièrement répartie au cours de l’année et un hiver froid (3 °C). 
Pour la période 1971-2000, la température annuelle moyenne est de 10,5 °C, avec une amplitude thermique annuelle de 16,5 °C. Le cumul annuel moyen de précipitations est de 786 mm, avec 12,6 jours de précipitations en janvier et 8,1 jours en juillet. Pour la période 1991-2020, la température moyenne annuelle observée sur la station météorologique de Météo-France la plus proche, « Chouilly », sur la commune de Chouilly à 15 km à vol d'oiseau, est de 11,4 °C et le cumul annuel moyen de précipitations est de 668,9 mm. 
La température maximale relevée sur cette station est de 40,3 °C, atteinte le 25 juillet 2019 ; la température minimale est de −12,3 °C, atteinte le 5 février 2012,,. 
Les paramètres climatiques de la commune ont été estimés pour le milieu du siècle (2041-2070) selon différents scénarios d'émission de gaz à effet de serre à partir des nouvelles projections climatiques de référence DRIAS-2020. Ils sont consultables sur un site dédié publié par Météo-France en novembre 2022.

## Urbanisme

### Typologie
Au 1er janvier 2024, Soulières est catégorisée commune rurale à habitat dispersé, selon la nouvelle grille communale de densité à sept niveaux définie par l'Insee en 2022.
Elle est située hors unité urbaine. Par ailleurs la commune fait partie de l'aire d'attraction de Blancs-Coteaux, dont elle est une commune de la couronne,. Cette aire, qui regroupe 11 communes, est catégorisée dans les aires de moins de 50 000 habitants,.

### Occupation des sols
L'occupation des sols de la commune, telle qu'elle ressort de la base de données européenne d’occupation biophysique des sols Corine Land Cover (CLC), est marquée par l'importance des territoires agricoles (69,6 % en 2018), une proportion identique à celle de 1990 (69,6 %). La répartition détaillée en 2018 est la suivante : terres arables (54,7 %), forêts (30,4 %), zones agricoles hétérogènes (8,2 %), cultures permanentes (6,7 %).
L'évolution de l’occupation des sols de la commune et de ses infrastructures peut être observée sur les différentes représentations cartographiques du territoire : la carte de Cassini (XVIIIe siècle), la carte d'état-major (1820-1866) et les cartes ou photos aériennes de l'IGN pour la période actuelle (1950 à aujourd'hui).

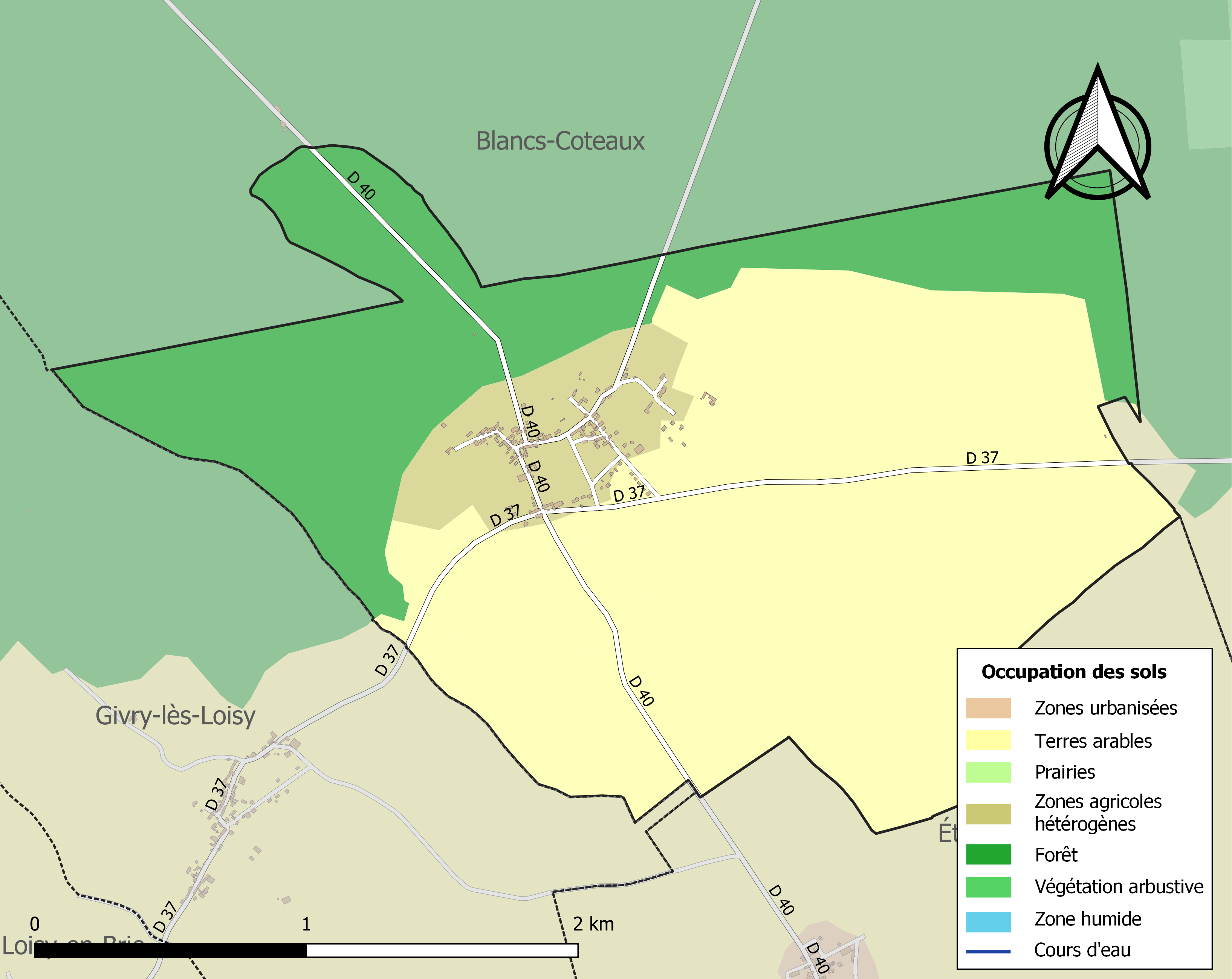
Carte des infrastructures et de l'occupation des sols de la commune en 2018 (CLC).

### Voies de communication et transports
Membre de la communauté d'agglomération Épernay, Coteaux et Plaine de Champagne, Soulières bénéficie du service de transport à la demande (TAD) du réseau Mouvéo. Elle dispose d'un arrêt sur la ligne Z à destination d'Épernay et de Vertus, qui propose en 2025 deux allers et deux retours par jour (du lundi au samedi hors jours fériés).

## Toponymie
Le nom de la localité est attesté sous les formes Sollariae (1042) ; Soleriæ (1164) ; Souilleriæ (1201) ; Suleres, Suleires (vers 1222) ; Soileriæ (1233) ; Soilleriæ (1235) ; Seuillieres, Soullieres (vers 1252) ; Sulleriæ (1282) ; Solieres, Soillieres (vers 1300) ; Souillieres (1307) ; Suilleres (1366) ; Souliers (1405) ; Soulleriae (1542) ; Soulliere (1605) ; Somilliere (1633) ; Soulliers, Souilliers (1673).
Pluriel de l'oïl sollière « charpente qui soutient les tuiles ». Il faut signaler les lieux-dits Sollière et La Soulière qui peuvent s'expliquer par solaria, pluriel neutre, pris pour un féminin singulier, désignant un « groupe de soliers », ou plus simplement par des patronymes Sollier, Soulier, eux-mêmes empruntés à des localités qui portaient ces vocables et que leurs habitants ont pu implanter ailleurs sous la forme Sollière, Soulière, suivant le mode de formation bien connu ou le suffixe -ière survivance de -aria, a servi à désigner un bien de famille. La Sollière étant le « nid », « l'habitation ancestrale des Sollier » au même titre que La Martinière et La Girardiere celles des Martin et Girard.

## Histoire
Située aux limites de l'ancien territoire gaulois des Catalaunes, Soulières semble avoir été occupée dès le Néolithique : des archéologues d'avant-guerre y ont découvert de l'outillage microlithique (silex).
La première citation concernant Soulières date de l'an 1042 sous le nom de Solariis. Un certain Hugonis de Solaris est présent lors de cet acte de 1042.
C'est à la fin du XIIe siècle que la commune s'est véritablement développée grâce à l'exploitation de l'avoine, du seigle et du blé.

### Une cloche de l'église Saint-Martin
"Un accident avait mis hors d'usage l'une des deux cloches bénites en 1817, dans cette paroisse. Son remplacement s'imposait. La pieuse initiative de M. le curé, interprète du vœu de la population à ce sujet, fut parfaitement accueillie par le conseil municipal. Avec d'autant d'intelligence que de générosité, la municipalité décida que la commune prendrait le projet à sa charge.
La cloche si impatiemment attendue arriva, enfin, le 2 mars à destination.
Sa compagne accuse un poids de 600 kg et sonne le la. Elle porte l'inscription suivante :
"L'an 1817, sous le règne de louis XVIII, j'ai été bénite, avec ma sœur, par Maître Nicolas Bauchet, curé de Soulières. J'ai été nommée Marie par Louis Jacquin, maire de la commune et par Anne-Marie Bauchet, veuve Oudiné, tous demeurant à Soulières."   LE COCHOIS, fondeurs
La nouvelle cloche pèse 458 kg et donne le sol. Elle sort des ateliers de l'habile et consciencieux fondeur, bien connu du clergé châlonnais.
En voici la légende :
"Fondue l'an 1888,
et M.THIERY Origène-Louis, curé de Soulières,
je me nomme MARIE-PAULINE-EUGÉNIE.
J'ai eu pour parrain,
M.MASSON Paul-Georges
et pour marraine,
Marie-Alix-Aimée Husson, épouse OYANCE."
PAINTANDRE frères, fondeurs à Vitry-le-François (Marne)
Le dimanche 3 mars, vers 2 heures du soir, les parrain et marraine avaient l'honneur de demander le baptême* pour leur charmante filleule parée de la robe blanche symbolique.
L'église était ornée avec une exquise simplicité. Les fidèles s'y pressaient nombreux et recueillis. Les villages voisins et en particulier Etréchy, avaient envoyé un fort contingent. Nous avons remarqué la présence de M. le maire et de M. l'adjoint de cette dernière commune, annexe de la paroisse de Soulières.
MM les curés de Colligny, de Loisy, de Vert-la-Gravelle, de Gionges, de Chaltrait, M. l'abbé Charles, curé de Connantray et enfant du pays, avaient répondu, avec empressement à l'invitation de leur sympathique confrère.
Toujours vaillant, toujours dévoué à ses collaborateurs qui l'aiment et le vénèrent, M le Doyen de Vertus n'avait pas redouté les rigueurs de la saison. Il oubliait les fatigues d'un sacerdoce bientôt jubilaire pour venir présider, au nom de monseigneur l'évêque de Châlons, cette fête de famille : douce joie qui lui avait été délicatement réservée par M. le curé.
Il le fit pendant la bénédiction, avec cette dignité imposante que nos pères tiennent du vieux clergé de France, brisé, mais grandi encore par le malheur et si noble de ton, de sentiments et de manières.
Il le fit aussi du haut de la chaire, avec  l'éloquence émue de ses plus beaux succès oratoires.
- Pourquoi des cloches ? pourquoi tant d'apparat dans la cérémonie de leur bénédiction ?
1° Les cloches remplacent les trompettes d'argent dont se servaient les lévites pour appeler les Israélites à la prière…
2° La bénédiction solennelle des cloches trouve sa justification dans la grandeur de la double mission qu'elles ont à remplir : coopérer à la glorification de Dieu et à la sanctification de l'homme, dont elles sont les défenseurs, les apôtres, les amies fidèles, dans les bons comme dans les mauvais jours. La cloche chante les louanges du Très-Haut, elle nous protège, elle nous instruit, elle nous réjouit, elle nous console …"jusque parmi les sanglots des funérailles."
La cérémonie religieuse se termina par le chant du Te Deum, le salut, la bénédiction du S. Sacrement.
Quelques instants après, la municipalité réunissait à la mairie le parrain, la marraine de la cloche, le conseil de fabrique, les chantres et tous les invités pour leur offrir le vin d'honneur, en son nom personnel.
M. le doyen de Vertus, de la part de M. le curé, remercia, en excellents termes, ces messieurs de leur précieux et loyal concours. Il se plut, et ce n'était que justice, à les féliciter de l'esprit de paix et de concorde qui anime la paroisse tout entière.
M. le maire voulut bien répondre qu'il serait toujours très agréable aux habitants de Soulières de seconder, de leur mieux, le zèle éclairé et prudent de leur bon curé.
La réception qui eut lieu ensuite chez M. et Mme Masson-Leclère de concert avec M. et Mme Oyance-Husson, présenta le même caractère de cordialité gracieuse.
Cette fête laissera dans les cœurs un délicieux souvenir. Puisse cette suave harmonie durer toujours pour le bien du troupeau et pour la consolation du pasteur.
Vert-la-Gravelle, le 5 mars 1889.
L'abbé LEFAUCHER
* Ce terme inexact, nous le savons, est pris ici dans le sens de bénédiction. Il est emprunté au langage si expressif de la piété populaire. Source : La Semaine religieuse du diocèse de Châlons 6e année 09/03/1889, pages 380 et 381

## Politique et administration

### Rattachements administratifs et électoraux

#### Rattachements administratifs
La commune se trouve dans l'arrondissement d'Épernay au sein du département de la Marne et de la région Grand Est. Avant le 31 mars 2017, Soulières appartenait à l'arrondissement de Châlons-en-Champagne.
Elle faisait partie depuis 1793 du canton de Vertus. Dans le cadre du redécoupage cantonal de 2014 en France, cette circonscription administrative territoriale a disparu, et le canton n'est plus qu'une circonscription électorale.

#### Rattachements électoraux
Pour les élections départementales, la commune fait partie depuis 2014 du canton de Vertus-Plaine Champenoise.
Pour l'élection des députés, elle fait partie de la cinquième circonscription de la Marne.

### Intercommunalité
Soulières était membre de la communauté de communes de la Région de Vertus, un établissement public de coopération intercommunale (EPCI) à fiscalité propre créé en 1994 et auquel la commune avait transféré un certain nombre de ses compétences, dans les conditions déterminées par le Code général des collectivités territoriales.
Dans le cadre des dispositions de la loi portant nouvelle organisation territoriale de la République du 7 août 2015, qui prévoit que les établissements publics de coopération intercommunale (EPCI) à fiscalité propre doivent avoir un minimum de 15 000 habitants, cette intercommunalité a fusionné avec la communauté de communes Épernay Pays de Champagne pour former, le 1er janvier 2017, la communauté d'agglomération Épernay, Coteaux et Plaine de Champagne, dont est désormais membre la commune.
Soulières n'est membre d'aucun autre EPCI.

### Liste des maires
| Période                                  | Période                      | Identité      | Étiquette | Qualité |
| ---------------------------------------- | ---------------------------- | ------------- | --------- | ------- |
| Les données manquantes sont à compléter. |                              |               |           |         |
| avant 1876                               | après 1877                   | Oudiné        |           |         |
| 2001                                     | 2014                         | Daniel Dancot |           |         |
| 2014                                     | En cours (au 4 juillet 2014) | Max Denis     |           |         |

### Jumelages
Au 1er janvier 2023, Soulières n'est jumelée avec aucune ville.

## Équipements et services publics

### Eau et déchets
L'approvisionnement en eau potable et l'assainissement des eaux usées sont des compétences de la communauté d'agglomération Épernay Agglo Champagne, gérées par le biais de son service « Régie Eau et Assainissement » depuis le 1er janvier 2022. La commune de Soulières est alimentée en eau potable par les captages de Vert-Toulon.
La communauté d'agglomération est également compétente en matière de déchets. La collecte des ordures ménagères résiduelles, des déchets recyclables et des biodéchets est réalisée en porte à porte, par mise à disposition de trois bacs distincts. La communauté d'agglomération adhèrant au syndicat de valorisation des ordures ménagères de la Marne (SYVALOM), ces déchets sont amenés au centre de transfert départemental de Pierry puis valorisés sur le site de La Veuve. La collecte du verre et des textiles se fait en apport volontaire. La communauté d'agglomération met par ailleurs trois déchèteries à disposition de ses habitants : à Magenta, Pierry et Voipreux.

### Enseignement
Soulières fait partie de l'académie de Reims.
La commune est rattachée au regroupement pédagogique de Val-des-Marais, dont l'école primaire, installée chemin des Hauts, compte 85 élèves (chiffres 2024-2025).
Les enfants de Soulières sont ensuite rattachés au collège Eustache Deschamps de Blancs-Coteaux et au lycée Stéphane-Hessel d'Épernay.

### Postes et télécommunications
Une boîte aux lettres de La Poste se trouve sur le territoire de la commune, place Saint-Martin. Le bureau de poste le plus proche est situé à Vertus, à environ 6 km de Soulières.

### Justice, sécurité et secours
Du point de vue judiciaire, Soulières relève du conseil de prud'hommes, du tribunal de commerce, du tribunal de proximité, du tribunal judiciaire, du tribunal paritaire des baux ruraux et du tribunal pour enfants de Châlons-en-Champagne, dans le ressort de la cour d'appel de Reims. Pour le contentieux administratif, la commune dépend du tribunal administratif de Châlons-en-Champagne et de la cour administrative d'appel de Nancy.
Soulières est située en secteur Gendarmerie nationale et dépend de la brigade de Blancs-Coteaux.
En matière d'incendie et de secours, la caserne la plus proche est celle de Vertus, rattachée au Service départemental d'incendie et de secours (SDIS) de la Marne.

## Démographie
L'évolution du nombre d'habitants est connue à travers les recensements de la population effectués dans la commune depuis 1793. Pour les communes de moins de 10 000 habitants, une enquête de recensement portant sur toute la population est réalisée tous les cinq ans, les populations de référence des années intermédiaires étant quant à elles estimées par interpolation ou extrapolation. Pour la commune, le premier recensement exhaustif entrant dans le cadre du nouveau dispositif a été réalisé en 2005.

En 2022, la commune comptait 141 habitants, en stagnation par rapport à 2016 (Marne : −1,19 %, France hors Mayotte : +2,11 %).
| 1793 | 1800 | 1806 | 1821 | 1831 | 1836 | 1841 | 1846 | 1851 |
| ---- | ---- | ---- | ---- | ---- | ---- | ---- | ---- | ---- |
| 240  | 280  | 252  | 263  | 286  | 284  | 275  | 273  | 296  |

| 1856 | 1861 | 1866 | 1872 | 1876 | 1881 | 1886 | 1891 | 1896 |
| ---- | ---- | ---- | ---- | ---- | ---- | ---- | ---- | ---- |
| 265  | 257  | 242  | 214  | 196  | 205  | 193  | 198  | 189  |

| 1901 | 1906 | 1911 | 1921 | 1926 | 1931 | 1936 | 1946 | 1954 |
| ---- | ---- | ---- | ---- | ---- | ---- | ---- | ---- | ---- |
| 175  | 161  | 163  | 159  | 147  | 128  | 136  | 130  | 119  |

| 1962 | 1968 | 1975 | 1982 | 1990 | 1999 | 2005 | 2006 | 2010 |
| ---- | ---- | ---- | ---- | ---- | ---- | ---- | ---- | ---- |
| 168  | 105  | 116  | 100  | 110  | 128  | 107  | 104  | 131  |

| 2015 | 2020 | 2022 | - | - | - | - | - | - |
| ---- | ---- | ---- | - | - | - | - | - | - |
| 139  | 141  | 141  | - | - | - | - | - | - |

## Économie

### Revenus de la population et fiscalité
En 2021, la commune compte 61 ménages fiscaux, regroupant 145 personnes.
Le revenu disponible par unité de consommation est alors de 27 670 €, supérieur à celui de la communauté d'agglomération d'Épernay (23 370 €), du département de la Marne (22 830 €) et de la France métropolitaine (23 080 €). Pour des raisons de secret statistique, le taux de pauvreté à Soulières n'est pas communiqué par l'Insee.
En matière de fiscalité locale des particuliers, les taux globaux appliqués à Soulières en 2024 sont de 41,8 % pour la taxe foncière sur les propriétés bâties (contre 38,33 % à l'échelle départementale), 46,1 % pour la taxe foncière sur les propriétés non bâties (contre 37,65 %), 30,67 % pour la taxe d'habitation sur les résidences secondaires et les logements vacants (contre 24,16 %) et 9,38 % pour la taxe d'enlèvement des ordures ménagères (contre 10,88 %).

### Emploi
Soulières appartient à la zone d'emploi d'Épernay.
En 2022, le taux d'activité des 15-64 ans est de 80,5 %, supérieur à celui de la communauté d'agglomération (77,9 %), du département (74,6 %) et de la France métropolitaine (75,3 %). Pour cette même catégorie de population, le taux de chômage est de 7,6 % contre 11  % pour la communauté d'agglomération, 11,8 % pour la Marne et 11,3 % pour la France métropolitaine.
En 2022, Soulières compte 30 emplois, dont 63,3 % de salariés et 36,7 % de non-salariés (les emplois salariés étaient pourtant minoritaires en 2011 et 2016). Avec 64 actifs y résidant, la commune a alors un indicateur de concentration d'emploi de 46,8. Dans les faits, 21,9 % des actifs résidant à Soulières y travaillent tandis que 78,1 % travaillent dans une autre commune.

### Entreprises, commerces et agriculture
En 2022, la commune compte 9 établissements économiquement actifs (hors agriculture).
L'Insee n'y recense aucun commerce en 2024.
En 2020, Soulières compte 18 exploitations agricoles, pour une surface agricole utilisée de 587 hectares et 23 emplois à temps plein. Selon l'Agreste, la production agricole de la commune est spécialisée dans la viticulture. Soulières fait en effet partie des appellations d'origine contrôlée « champagne » et « coteaux-champenois ».

## Culture locale et patrimoine

### Lieux et monuments
- L'église Saint-Martin du XIIe siècle, tandis que le chevet et le transept sont remaniés au XVIe siècle, et la nef et les collatéraux au XVIIe siècle[45].
- Le château de Soulières ou Le Clos des Cépages - privé.

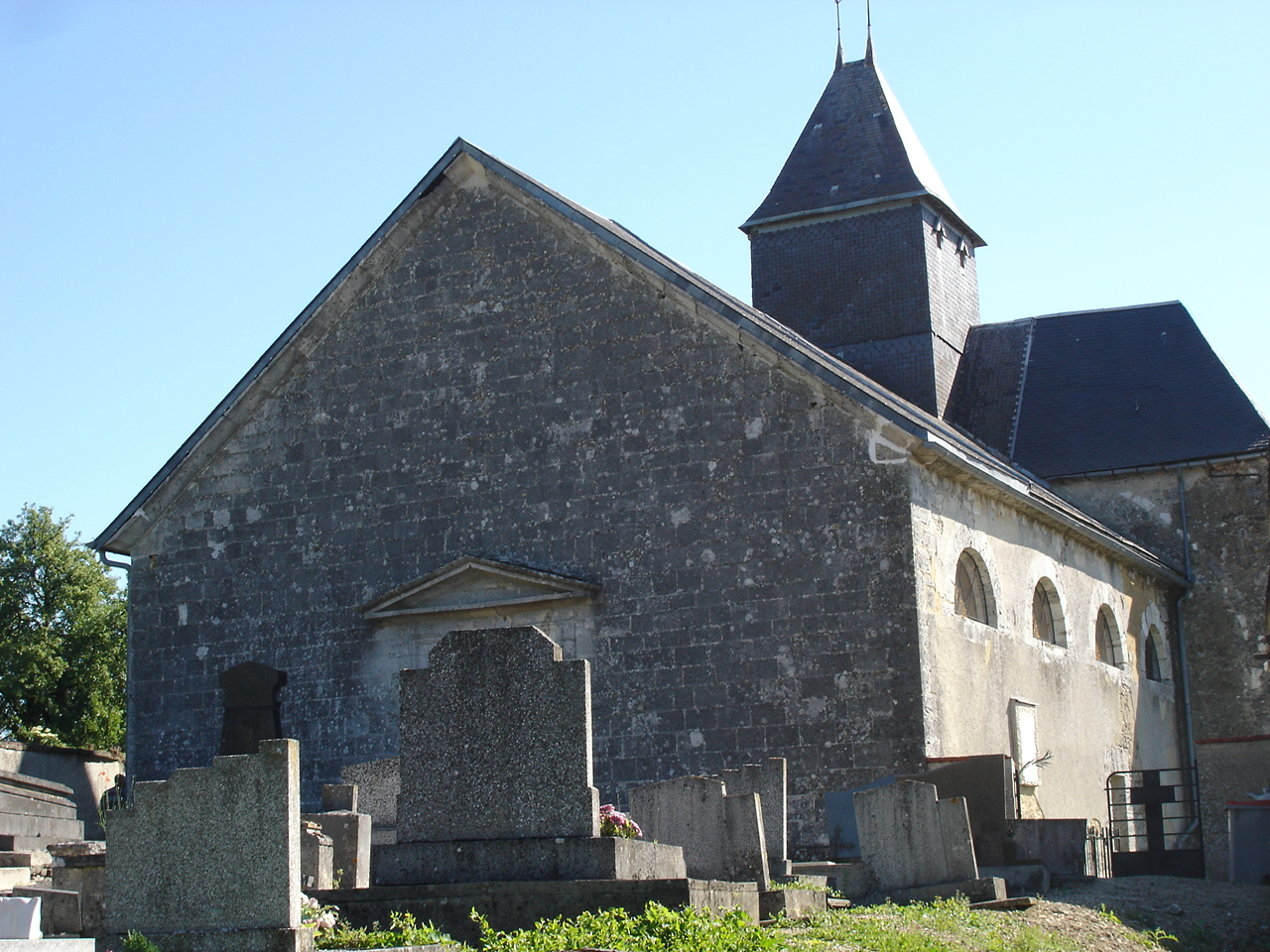
Église de Soulières.
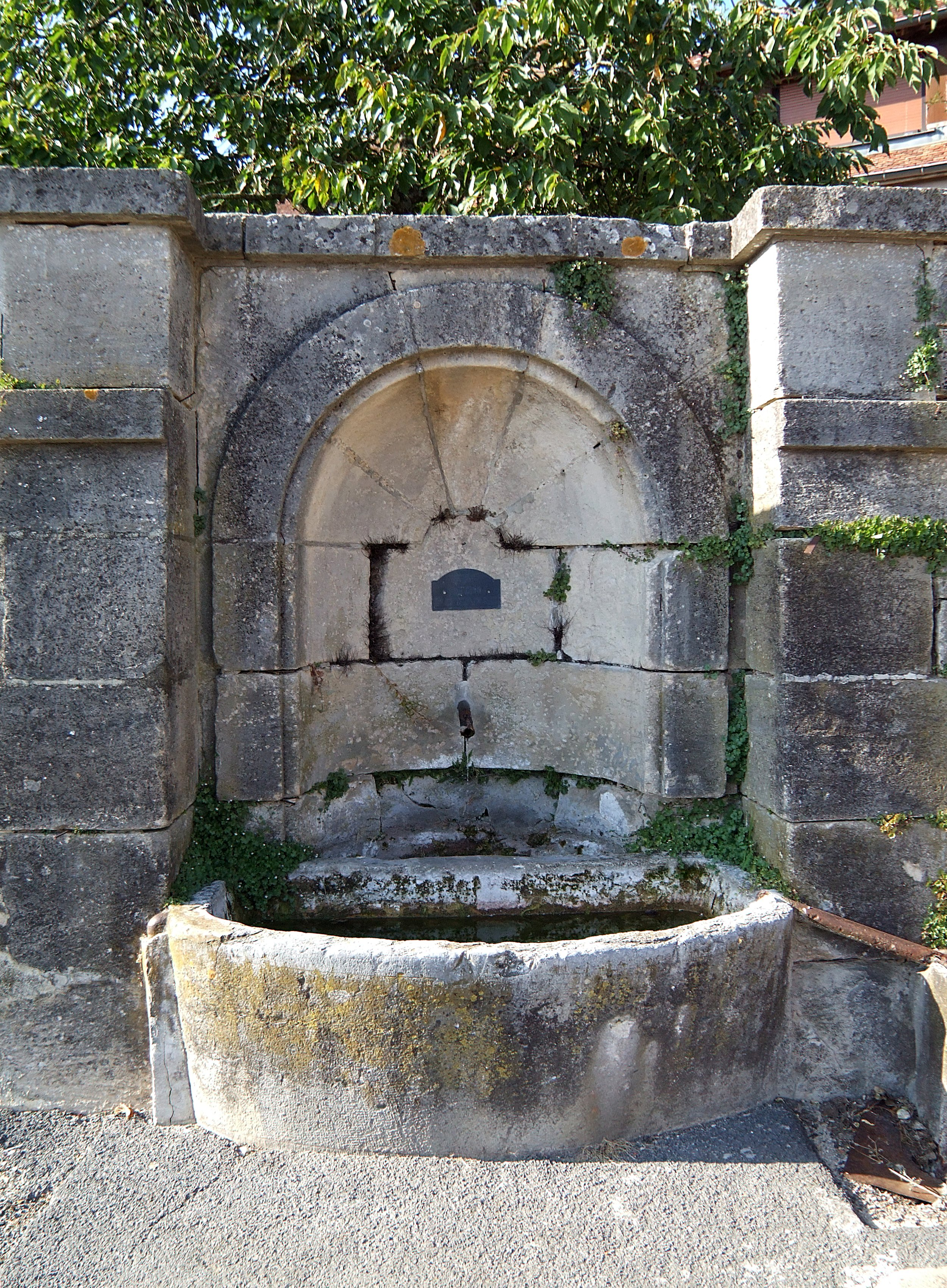
Une ancienne fontaine.